# 中央大道／駝峰道站
中央大道/駝峰道站（英語：Central Avenue/Camelback station），是一個位於美國亞利桑那州鳳凰城鳳凰城輕鐵的一個車站。

## 鄰近地標
- 上城區廣場購物中心 (Uptown Plaza shopping Center)

## 接駁交通

### 巴士
- 0號
- 39號
- 50號
- 512號 (特快)
- 582號 (特快)
- 590號 (特快)

## 外部連結
- 輕鐵／鳳凰城市路線圖 （英文）